# Péter Károly
Péter Károly (Szörcse, 1867. április 1. – Alsósófalva, 1927. október 29.) református espereslelkész. Péter Mózes testvérbátyja, Mátyás Ernő apósa.

## Életútja
Id. Péter Károly református espereslelkész és Demes Rozália fia. Középiskolai tanulását a sepsiszentgyörgyi, nagyenyedi és székelyudvarhelyi református kollégiumban végezte; a teológiai tudományokat 1886-90-ben Nagyenyeden hallgatta, ahol 1890. augusztus 20-30-án papi szigorlatot tett. Mint IV. éves teológus a főgimnázium I. osztályában latin nyelven tanított. 1890. szeptember 1-től 1892. október 20-ig köztanító volt a nagyenyedi Bethlen-kollégium elemi iskolájában és segédlelkész Bartók György és Szilágyi Farkas lelkészek mellett. 1892. november 6-tól 1896. július 26-ig mint rendes lelkész a magyargyerőmonostori egyházban működött, 1896. augusztus 16-tól pedig Alsósófalván hirdette az Isten igéjét. 1901. május 14-én az udvarhelyi egyházmegye főjegyzőjévé, 1903. július 8-án esperesévé választotta. 1904. május 24-én egyházkerületi főtörvényszéki bíró és júliusban egyetemi zsinati képviselő lett. 1907 júliusától az erdélyi egyházkerület titkára volt egészen haláláig. Tagja volt a budapesti második és harmadik zsinatnak, valamint a konventnek.
Az egyházi lapok- és folyóiratokban számos cikke jelent meg, így a Protestáns Közlönyben (1894. Újévi gondolatok, 1895. Új idők küszöbén, 1895-97. Könyvism.); a Protestáns Papban (1896. A keresztyén ember hivatása, A hit); az Erdélyi Prot. Lapban (1898. Kálvin mint egyházi szónok, 1899. A hegyi beszéd tárgyalása a középiskolák alsó és a népiskolák megfelelő osztályában, 1902. Jézus szenvedése, egyházi beszédvázlat Schwarz K. után, A gyászoló és haragvó szeretet, 1903. Újabb specialitás, 1900-1904. könyvism.); a Vasárnapban (1901. Márta és Mária, bibliai kép, 1902. Képek a keresztyén egyház történetéből, 1903. A szenvedő Jézus, egyházi beszédvázlat).

## Munkái
- Beköszöntő beszéd Alsósófalván (Kecskemét, 1896)
- Keresztyén vallástan. Gymnasiumok, tanítóképző-intézetek és polgári iskolák számára. Székely-Udvarhely, 1900
- A teremtés és az első emberek. Négy felolvasás Zittel nyomán, Kolozsvár, 1904 (Erdélyi ev. ref. egyházkerületi egyházi értekezlet népies kiadványai 8. Különlenyomat az Erdélyi Prot. Lap 1903. és 1904. évf.)
- Jézus nyomdokain (Átdolgozott külföldi prédikációk). (Uo. 1916)